# سامانثا كرين
سامانثا كرين (بالإنجليزية: Samantha Crain) هي مغنية مؤلفة أمريكية، ولدت في 15 أغسطس 1986 في شوني في الولايات المتحدة.

## وصلات خارجية
- سامانثا كرين على موقع IMDb (الإنجليزية)
- سامانثا كرين على موقع ميوزك برينز (الإنجليزية)
- سامانثا كرين على موقع أول ميوزيك (الإنجليزية)
- سامانثا كرين على موقع ديسكوغز (الإنجليزية)
- سامانثا كرين على موقع ديسكوغز (الإنجليزية)